# Eurytoma graminicola
Eurytoma graminicola är en stekelart som beskrevs av Zerova 1981. Eurytoma graminicola ingår i släktet Eurytoma och familjen kragglanssteklar.
Artens utbredningsområde är Ukraina. Inga underarter finns listade i Catalogue of Life.